# Eurovision Song CZ 2019
A 2019-es Eurovision Song CZ egy cseh zenei verseny, melynek keretén belül a közönség és a zsűri kiválasztotta, hogy ki képviselje Csehországot a 2019-es Eurovíziós Dalfesztiválon, Tel-Avivban. A 2019-es Eurovision Song CZ volt a második cseh nemzeti döntő.
Az online válogatóba az előző évi hat dal helyett ezúttal nyolc dal versenyzett az Eurovíziós Dalfesztiválra való kijutásért. A sorozat ismét egyfordulós lett; online válogatót rendeztek, ahol a közönség és a szakmai zsűri döntött mindenről. A közönség 2019. január 7-től január 21-ig szavazhatott.
A verseny győztese a Lake Malawi együttes lett, akik Friend of a Friend (magyarul: Egy barát barátja) című dalukkal képviselték az országot Tel-Avivban. Az első elődöntőből a második helyen továbbjutva a döntőben a tizenegyedik helyen végeztek.

## A résztvevők
A ČT 2019. január 7-én jelentette be az online válogatóba jutottak névsorát egy sajtótájékoztató során, melyet az ország fővárosában, Prágában, a Česká televize székházában tartottak meg.
| Előadó          | Dal                 | Zene / Szöveg                                                          | Zsűri    | Zsűri    | Közönség | Összesen | Helyezés |
| Előadó          | Dal                 | Zene / Szöveg                                                          | Összesen | Pontszám | Közönség | Összesen | Helyezés |
| --------------- | ------------------- | ---------------------------------------------------------------------- | -------- | -------- | -------- | -------- | -------- |
| Andrea Holá     | Give Me a Hint      | František Valena                                                       | 53       | 8        | 4        | 12       | 5.       |
| Barbora Mochowa | True Colors         | Barbora Mochowa, Viliam Béreš, Koos Kamerling                          | 108      | 12       | 6        | 18       | 3.       |
| Hana Barbara    | Poslední slova tobě | Hana Schořová, Marcus Tran                                             | 45       | 4        | 1        | 5        | 8.       |
| Jakub Ondra     | Space Sushi         | Jakub Ondra, Michael Gubler, Boris Carloff, Viktor Dyk, Alasdair Bouch | 49       | 6        | 12       | 18       | 2.       |
| Jara Vymer      | On My Knees         | Jaroslav Vymer, Boris Carloff                                          | 40       | 3        | 2        | 5        | 7.       |
| Lake Malawi     | Friend of a Friend  | Jan Steinsdoerfer, Maciej Mikolaj Trybulec, Albert Černý               | 108      | 12       | 10       | 22       | 1.       |
| Pamela Rabbit   | Easy to Believe     | João Filipe de Carvalho, Pamela Koky                                   | 54       | 10       | 8        | 18       | 4.       |
| Tomáš Boček     | Don’t Know Why      | Tomáš Boček, Boris Carloff, Alasdair Bouch                             | 49       | 6        | 3        | 9        | 6.       |

A nemzetközi zsűri tagjai:
- Cesár Sampson: énekes, a 2018-as Eurovíziós Dalfesztiválon Ausztriát képviselte.
- Rasmussen: énekes, a 2018-as Eurovíziós Dalfesztiválon Dániát képviselte.
- Elina Nechayeva: operaénekes, a 2018-as Eurovíziós Dalfesztiválon Észtországot képviselte.
- Alma: énekes, a 2017-es Eurovíziós Dalfesztiválon Franciaországot képviselte.
- Ryan O’Shaughnessy: énekes, a 2018-as Eurovíziós Dalfesztiválon Írországot képviselte.
- Ari Ólafsson: énekes, a 2018-as Eurovíziós Dalfesztiválon Izlandot képviselte.
- AWS: metalzenekar, a 2018-as Eurovíziós Dalfesztiválon Magyarországot képviselték.
- Ira Losco: énekes, X Factor mentor, a 2002-es és a 2016-os Eurovíziós Dalfesztiválon Máltát képviselte.
- Zibbz: testvérpár, a 2018-as Eurovíziós Dalfesztiválon Svájcot képviselték.
- JOWST: DJ, a 2017-es Eurovíziós Dalfesztiválon Norvégiát képviselte Aleksander Walmann-nal közösen.

| A nemzetközi zsűrik részletes pontjai | A nemzetközi zsűrik részletes pontjai | A nemzetközi zsűrik részletes pontjai | A nemzetközi zsűrik részletes pontjai | A nemzetközi zsűrik részletes pontjai | A nemzetközi zsűrik részletes pontjai | A nemzetközi zsűrik részletes pontjai | A nemzetközi zsűrik részletes pontjai | A nemzetközi zsűrik részletes pontjai | A nemzetközi zsűrik részletes pontjai | A nemzetközi zsűrik részletes pontjai | A nemzetközi zsűrik részletes pontjai | A nemzetközi zsűrik részletes pontjai | A nemzetközi zsűrik részletes pontjai |
| Előadó                                | Dal                                   | AUT                                   | DEN                                   | SUI                                   | MAL                                   | EST                                   | HUN                                   | FRA                                   | ISL                                   | NOR                                   | IRE                                   | APP                                   | Összesen                              |
| ------------------------------------- | ------------------------------------- | ------------------------------------- | ------------------------------------- | ------------------------------------- | ------------------------------------- | ------------------------------------- | ------------------------------------- | ------------------------------------- | ------------------------------------- | ------------------------------------- | ------------------------------------- | ------------------------------------- | ------------------------------------- |
| Andrea Holá                           | Give Me a Hint                        | 2                                     | 4                                     | 2                                     | 10                                    | 3                                     | 12                                    | 8                                     | 2                                     | 3                                     | 4                                     | 3                                     | 53                                    |
| Barbora Mochowa                       | True Colors                           | 12                                    | 12                                    | 12                                    | 8                                     | 10                                    | 6                                     | 12                                    | 6                                     | 8                                     | 10                                    | 12                                    | 108                                   |
| Hana Barbara                          | Poslední slova tobě                   | 3                                     | 3                                     | 3                                     | 6                                     | 6                                     | 2                                     | 4                                     | 4                                     | 6                                     | 6                                     | 2                                     | 45                                    |
| Jakub Ondra                           | Space Sushi                           | 10                                    | 1                                     | 1                                     | 4                                     | 4                                     | 3                                     | 10                                    | 3                                     | 2                                     | 3                                     | 8                                     | 49                                    |
| Jara Vymer                            | On My Knees                           | 6                                     | 6                                     | 8                                     | 1                                     | 8                                     | 4                                     | 3                                     | 1                                     | 1                                     | 1                                     | 1                                     | 40                                    |
| Lake Malawi                           | Friend of a Friend                    | 8                                     | 10                                    | 6                                     | 12                                    | 12                                    | 8                                     | 6                                     | 12                                    | 12                                    | 12                                    | 10                                    | 108                                   |
| Pamela Rabbit                         | Easy to Believe                       | 1                                     | 2                                     | 10                                    | 3                                     | 1                                     | 10                                    | 1                                     | 8                                     | 10                                    | 2                                     | 6                                     | 54                                    |
| Tomáš Boček                           | Don’t Know Why                        | 4                                     | 8                                     | 4                                     | 2                                     | 2                                     | 1                                     | 2                                     | 10                                    | 4                                     | 8                                     | 4                                     | 49                                    |